# Huyu (sockenhuvudort i Kina, Shanxi Sheng, lat 39,20, long 113,10)
Huyu är en sockenhuvudort i Kina. Den ligger i provinsen Shanxi, i den norra delen av landet, omkring 160 kilometer norr om provinshuvudstaden Taiyuan. Antalet invånare är 5 228. Befolkningen består av 2 550 kvinnor och 2 678 män. Barn under 15 år utgör 16,0 %, vuxna 15-64 år 72 %, och äldre över 65 år 11,0 %.
Runt Huyu är det ganska tätbefolkat, med 124 invånare per kvadratkilometer. Närmaste större samhälle är Xicun, 5,6 km söder om Huyu. Trakten runt Huyu består i huvudsak av gräsmarker.
Genomsnittlig årsnederbörd är 701 millimeter. Den regnigaste månaden är juli, med i genomsnitt 185 mm nederbörd, och den torraste är januari, med 4 mm nederbörd.